# De Oude Rijnstromen
Het waterschap De Oude Rijnstromen was een door fusie ontstaan waterschap in de Nederlandse provincie Zuid-Holland. Het waterschap was in 1995 ontstaan uit de volgende waterschappen:
- De Aarlanden
- De Veen- en Geestlanden

Het waterschap was een zogenaamd inliggend waterschap van het Hoogheemraadschap van Rijnland.